# Lin Liyun
Lin Liyun (chinesisch 林丽韫; * 1933 in Taichung, Taiwan) ist eine ehemalige Politikerin der Kommunistischen Partei Chinas (KPCh), die unter anderem zwischen 1981 und 1991 Präsidentin der All-Chinesischen Föderation der taiwanesischen Landsleute sowie von 1994 bis 2002 Vize-Vorsitzende der All-Chinesischen Föderation der zurückgekehrten Auslandschinesen war. Sie war des Weiteren von 1972 bis 2002 Mitglied des Zentralkomitees der Kommunistischen Partei Chinas (ZK der KPCh) sowie zwischen 1975 und 1998 Mitglied des Ständigen Ausschusses des Nationalen Volkskongresses.

## Leben
Lin Liyun, deren Familie aus Jin Jiang in der Provinz Fujian stammte, wurde in Taichung in Taiwan geboren, das zu dieser Zeit unter japanischer Herrschaft stand. Sie besuchte die Yongle-Grundschule in Taipeh, verzog allerdings 1940 mit ihrer Familie nach Kōbe in der Präfektur Hyōgo und besuchte dort die Kobe Chinese School, die First Girls’ High School und die Minatogawa High School. Ihr Vater, Lin Shuiyong, war zu dieser Zeit Vizepräsident der Vereinigung der Auslandschinesen in Kōbe. 1952 unterrichtete sie selbst kurzzeitig als Lehrerin an der Kobe Chinese School und verzog daraufhin zunächst nach Hongkong sowie im Anschluss in die Volksrepublik. Nachdem sie von 1952 bis 1953 ein Studium an der Biologischen Fakultät der Universität Peking absolviert hatte, wurde sie Dolmetscherin der ZK-Abteilung für internationale Beziehungen. 1963 wurde sie Mitglied der Kommunistischen Partei Chinas (KPCh) und war daraufhin bis 1978 Büroleiterin der ZK-Abteilung für internationale Beziehungen. Während dieser Zeit diente sie auch als Übersetzerin der Führer der Kommunistischen Partei Chinas und des Landes für die japanische Sprache bei den Verhandlungen zur Normalisierung der diplomatischen Beziehungen zwischen China und Japan 1972.
Auf dem X. Parteitag (24. bis 28. August 1973) wurde Lin Liyun zum ersten Mal Mitglied des ZK der KPCh und gehörte diesem Gremium nach ihrer Bestätigung auf den darauf folgenden Parteitagen 1977, 1982, 1987, 1992 und 1997 bis zum Beginn des XVI. Parteitages am 8. November 2002 an. 1975 wurde sie außerdem Mitglied des Ständigen Ausschusses des Nationalen Volkskongresses, ein Komitee mit etwa 150 Mitgliedern des Nationalen Volkskongresses, welcher zwischen Plenartreffen des Nationalen Volkskongresses einberufen wird und gemäß der Verfassung der Volksrepublik China Gesetzgebungen innerhalb einer vom Volkskongress gestellten Frist bearbeitet, womit er de facto das Parlament der Volksrepublik ist. Sie gehörte diesem Gremium von der vierten bis zum Ende achten Legislaturperiode 1998 an. 1978 wurde sie Vize-Vorsitzende des Exekutivausschusses der All-Chinesische Frauenvereinigung und hatte diese Funktion bis 1991 inne, wobei sie zugleich von 1978 bis 1981 Sekretärin des Sekretariats sowie Mitglied der Parteiführungsgruppe der All-Chinesischen Frauenvereinigung war. Des Weiteren wurde sie 1978 auch Mitglied des Ständigen Ausschusses des Zentralkomitees des Kommunistischen Jugendverbandes Chinas (KJVC) sowie 1979 Vize-Vorsitzende der All-Chinesischen Sportvereinigung.
1981 wurde Lin Liyun erste Vorsitzende der neu gegründeten All-Chinesischen Föderation der taiwanesischen Landsleute und hatte diese Funktion bis 1991 inne, woraufhin Zhang Kehui ihr Nachfolger wurde. Sie wurde 1981 zudem stellvertretende Sekretärin des Parteikomitees der bezirksfreien Stadt Lángfāng und war zeitweilig auch Vizepräsidentin des Chinesischen Zentrums für internationalen Kulturaustausch. Daneben war sie von 1988 bis 1998 Mitglied des Ausschusses für Auslandschinesen und fungierte zwischen 1994 und 2002 auch als Vize-Vorsitzende der All-Chinesischen Föderation der zurückgekehrten Auslandschinesen.